# Konspiratörer
Konspiratörer är en amerikansk film från 1944 i regi av Jean Negulesco.

## Rollista
- Hedy Lamarr - Irene Von Mohr
- Paul Henreid - Vincent Van Der Lyn
- Sydney Greenstreet - Ricardo Quintanilla
- Peter Lorre - Jan Bernazsky
- Victor Francen - Hugo Von Mohr
- Joseph Calleia - Pereira, poliskapten
- Carol Thurston - Rosa
- Vladimir Sokoloff - Miguel
- Eduardo Ciannelli - Almeida, polisöverste
- Steven Geray - Dr. Schmitt
- Kurt Katch - Otto Lutzke